# Faith Kakembo
Elna Faith Kakembo, född den 16 april 1985 i  Kampala, Uganda, är en svensk sångerska och narkossjuksköterska bosatt i Jönköping.
I den tredje deltävlingen av Melodifestivalen 2020 framförde hon bidraget "Crying Rivers", vilket slutade på femteplats och inte gick vidare till final. Hon tävlade i den tredje deltävlingen av Melodifestivalen 2022 med bidraget "Freedom" som hon skrivit tillsammans med Laurell Barker, Anderz Wrethov och Palle Hammarlund, hon slutade på en andraplats och gick vidare till final.